# Campagna nel nord-est della Francia
La campagna nel nord-est della Francia del 1814 fu l'ultima campagna di Napoleone combattuta nella guerra della Sesta coalizione. A seguito della loro vittoria a Lipsia (1813), russi, austriaci ed altre armate tedesche parte della sesta coalizione antifrancese invasero la Francia. Malgrado la sproporzione numerica favorevole alla Coalizione, Napoleone riuscì ad infliggere ai suoi nemici molte sconfitte, specialmente durante la campagna dei sei giorni. Ad ogni modo la Coalizione continuò ad avanzare in direzione di Parigi che capitolò sul finire di marzo del 1814. Napoleone venne infine deposto ed esiliato all'Elba e le potenze vincitrici ridisegnarono la mappa dell'Europa nel corso del primo trattato di Parigi e nelle prime fasi del congresso di Vienna.

## Antefatto
A seguito delle sconfitte nella quarta e nella quinta coalizione, Prussia e Austria vennero costrette ad allearsi con la Francia durante la campagna di Russia. Questa campagna diede come risultato finale la distruzione della Grande Armée di Napoleone e a quel punto Prussia ed Austria colsero l'occasione al balzo per formare la Sesta coalizione contro la Francia. La ritirata dalla Russia si trasformò in una nuova guerra sul suolo tedesco dove Napoleone venne decisamente sconfitto a Lipsia. Gran parte degli stati europei si rivoltarono quindi a Napoleone ed iniziò l'invasione della Francia.

## Situazione strategica

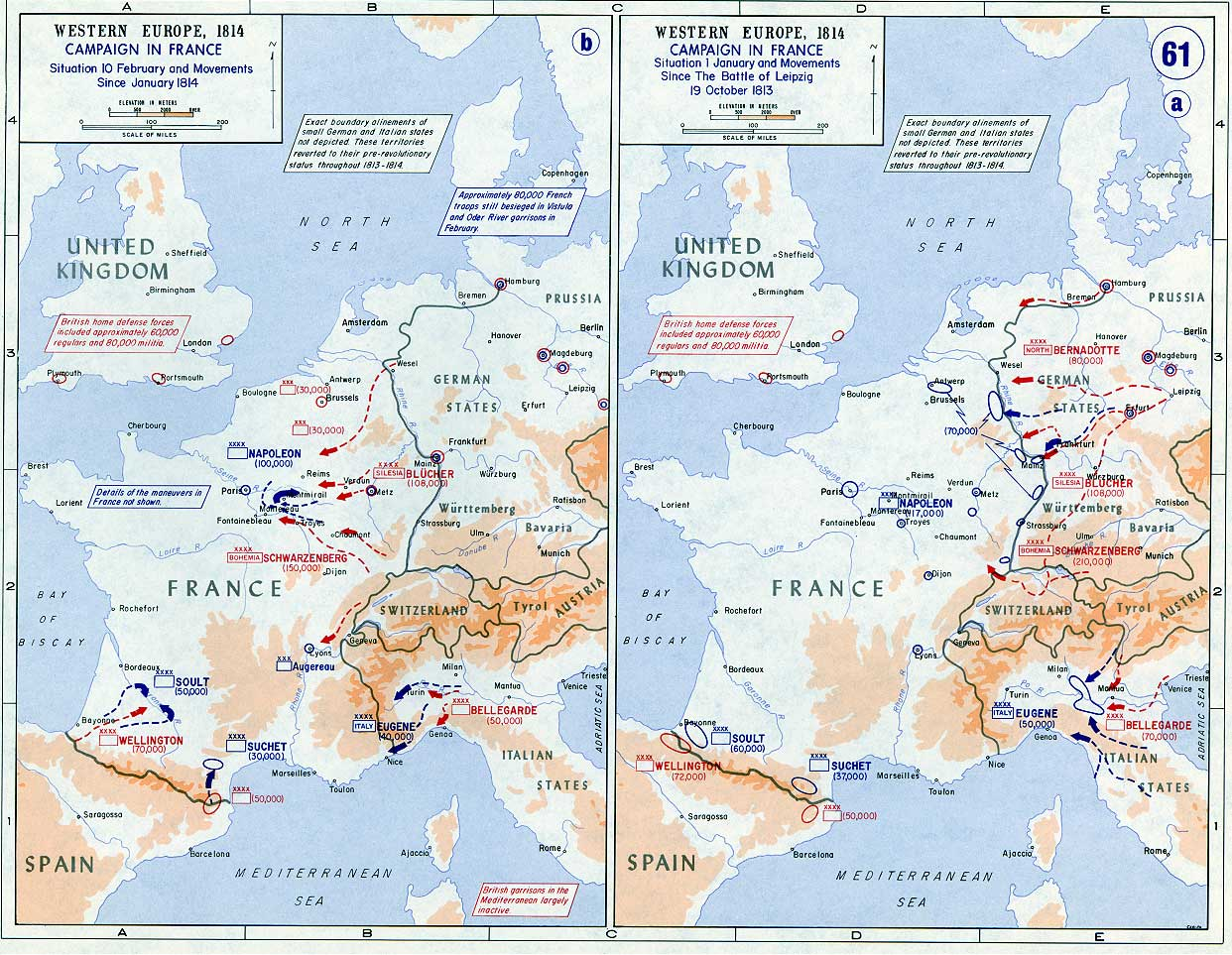
La situazione strategica al 1814

Quando le ultime truppe francesi ebbero attraversato la riva occidentale del Reno, gli alleati tennero un consiglio d'urgenza. Anche se lo zar russo Alessandro I chiese all'esercito della coalizione di proseguire contro Napoleone, ogni parte era ormai stanca della guerra, ed in molti ritenevano insensato ed estremo porre Napoleone e la Francia allo stremo delle proprie forze. Venne quindi prolungato lo stop delle azioni militari, utilizzando questo tempo per riequipaggiare le truppe. Le forze della Coalizione iniziarono in seguito ad attraversare il Reno con una forza tripartita:
- L'Armata di Boemia o Grande Armata, con 200 000[1]–210 000[2] soldati austriaci al comando del principe Karl Philipp Schwarzenberg, che passarono attraverso il territorio svizzero (violando la neutralità dei cantoni) ed attraversarono il Reno tra Basilea e Sciaffusa il 20 dicembre 1813.[2]
- L'Armata di Slesia, con 50 000[1]–75,000[2] soldati prussiani e russi al comando del principe Gebhard von Blücher, attraversarono il Reno tra Rastadt e Coblenza il 1º gennaio 1814.[2]
- L'Armata del Nord, con circa 120 000 uomini,[1] composta da prussiani e russi al comando dei generali Wintzingerode e Bülow,[2] e da truppe svedesi al comando del principe Bernadotte, in supporto al fianco destro verso i Paesi Bassi e Laon (nella regione della Piccardia, Francia settentrionale)[1]

Per scontrarsi con queste forze Napoleone, tramite il senatus consultum del 9 ottobre 1813, dovette coscrivere le classi del 1814 e de 1815 in anticipo. Queste reclute giovani ed inesperte andarono a formare il grosso dell'esercito francese e vennero soprannominati i Marie-Louise, in onore della giovane imperatrice francese.
Ad ogni modo, Napoleone poté raccogliere in tutto circa 200 000 uomini, di cui 100 000 vennero trattenuti impegnati dal Duca di Wellington alla frontiera spagnola (vedi invasione del sud-ovest della Francia), e 20 000 vennero richiesti a guardia della frontiera delle Alpi. Quindi furono meno di 80 000 i soldati effettivamente impegnati nella frontiera orientale e nord-orientale per Napoleone. Pur essendo in inferiorità numerica, Napoleone godeva ora del vantaggio di operare in patria, in grado di trovare cibo praticamente ovunque e di disporre di facili vie di comunicazione.

## La campagna

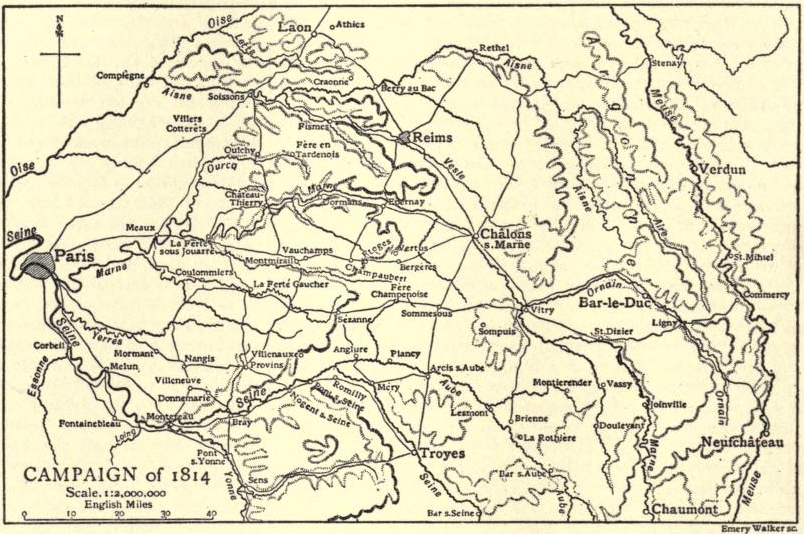

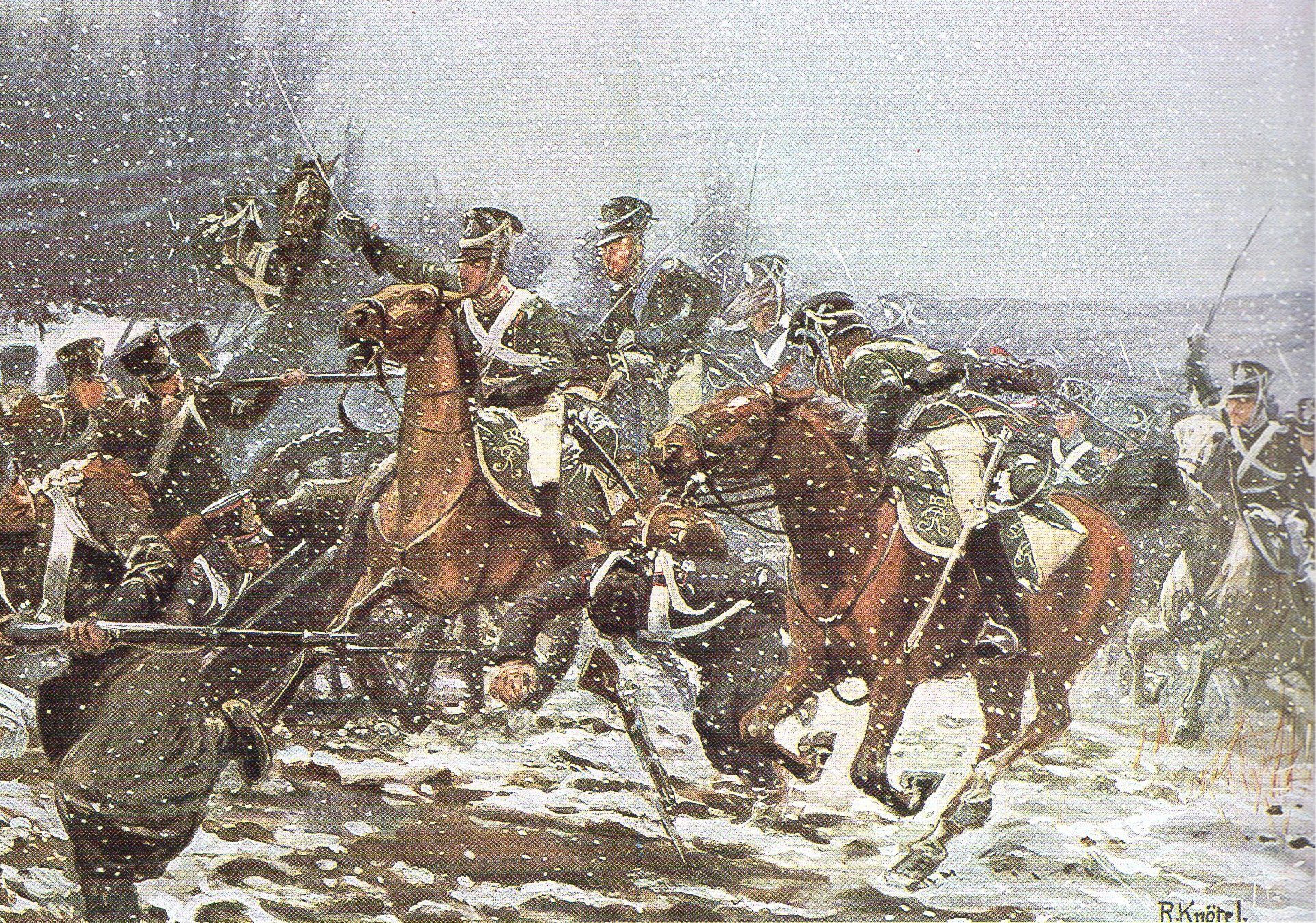
I dragoni del Württemberg nella battaglia di La Rothière, dipinto di Richard Knötel

Napoleone tentò di contrastare l'incursione dell'Armata di Slesia poco dopo il loro attraversamento del Reno, ma giunse sul posto convenuto troppo tardi e dovette fuggire. Il 25 gennaio Blücher entrò a Nancy e, risalendo rapidamente la valle della Mosella, si mise in comunicazione con la retroguardia austriaca presso La Rothière nel pomeriggio del 28 gennaio di quell'anno.
Il 29 gennaio Napoleone attaccò Blücher. Il quartier generale di Blücher venne sorpreso ed egli stesso venne quasi catturato durante un'improvvisa imboscata francese (battaglia di Brienne), notando nel contempo che lo stesso imperatore era impegnato nella campagna militare personalmente. Blücher si spostò ad alcuni chilometri di distanza e si pose a Bar-sur-Aube. Qui venne raggiunto dall'avanguardia austriaca e decise insieme, ormai senza alternativa, di ingaggiare battaglia. A mezzogiorno del 2 febbraio Napoleone si scontrò con l'armata austro-prussiana nella Battaglia di La Rothière; ma il tempo era terribile ed il terreno era troppo infangato per permettere all'artiglieria di agire correttamente, sfalsando l'intero progetto di battaglia. Col calar della notte i combattimenti cessarono e l'imperatore dovette ritirarsi a Lesmont, e poi a Troyes, lasciando il maresciallo Marmont ad osservare il nemico.

### Vauchamps

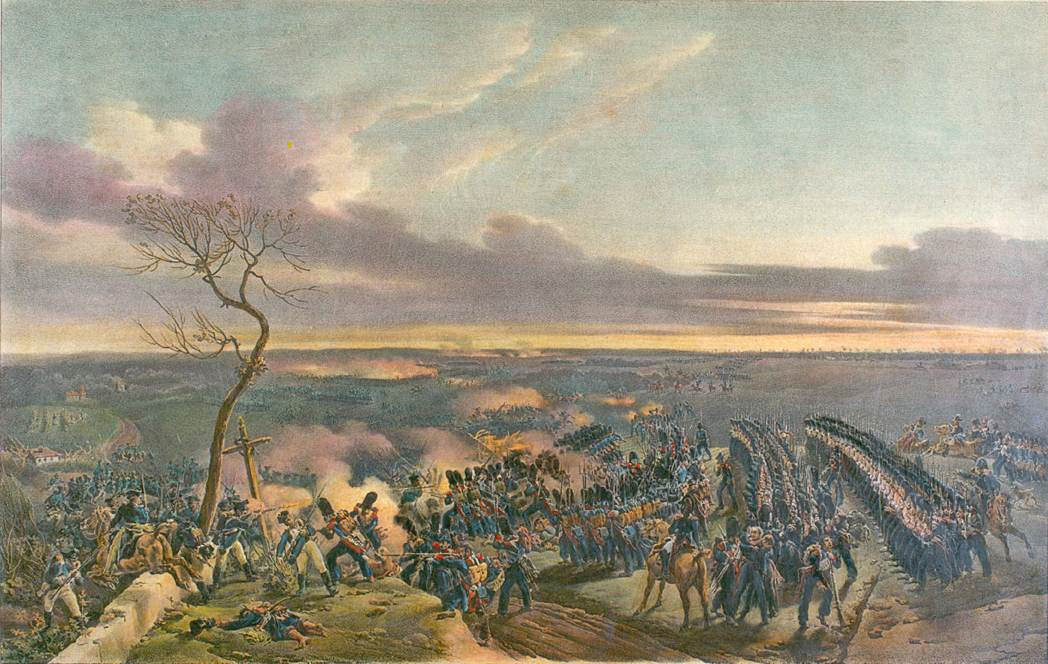
La battaglia di Montmirail, dipinto di Marin-Lavigne.

Per via dello status delle strade, o forse per la straordinaria lentezza di movimenti che caratterizzava solitamente il quartier generale di Schwarzenberg, non venne tentato alcun inseguimento. Il 4 febbraio però Blücher, stanco ormai di questa inattività, ottenne il permesso dal proprio sovrano, Federico Guglielmo III di Prussia, di trasferire la sua linea delle operazioni nella valle della Marna; i corpi di cosacchi al comando di Peter Ludwig von der Pahlen gli vennero assegnati per coprire l'ala destra dell'esercito e mantenere le comunicazioni con gli austriaci.
Sentendosi sicuro dietro questa protezione, nella notte tra il 7 e l'8 febbraio, Blücher fu a Sézanne, mentre una piccola parte del suo esercito era stata divisa in quattro presso Épernay, Montmirail ed Étoges; i rinforzi si trovavano a Vitry.
Nella notte il suo quartier generale venne ancora una volta colto di sorpresa dai francesi e Blücher seppe che Napoleone in persona era a capo di questa marcia. Nel contempo egli seppe che i cosacchi di Pahlen si erano ritirati otto ore prima, esponendogli completamente il fianco ai francesi. Al generale prussiano non restò che ritirarsi ad Étoges.
Napoleone era troppo veloce per Blücher: l'imperatore decimò il IX corpo d'armata del tenente generale Olssufiev nella Battaglia di Champaubert (10 febbraio). Questi aveva posto il suo esercito tra l'avanguardia di Blücher ed il corpo centrale. Napoleone rivolse quindi la sua attenzione all'avanguardia e sconfisse Osten-Sacken e Yorck a Montmirail l'11 febbraio; attaccò quindi e li sconfisse nella battaglia di Château-Thierry. Napoleone si rivolse quindi al corpo centrale dell'Armata di Slesia ed il 14 febbraio sconfisse Blücher nella Battaglia di Vauchamps presso Étoges, inseguendolo sino a Vertus. Questi disastri militari costrinsero alla ritirata dell'intera Armata di Slesia e Napoleone, lasciando dei distaccamenti ai comandi dei marescialli Mortier e Marmont, tornò a Troyes.
Napoleone col grosso del suo esercito colpì il fianco dell'Armata austriaca di Schwarzenberg, che nel frattempo aveva iniziato ad avanzare, e nuovamente uscì vittorioso dalle battaglie di Mormant (17 febbraio), Montereau (18 febbraio) e Méry-sur-Seine (21 febbraio). Inflisse perdite talmente pesanti agl avversari che essi dovettero precipitarsi a Bar-sur-Aube.

### Laon

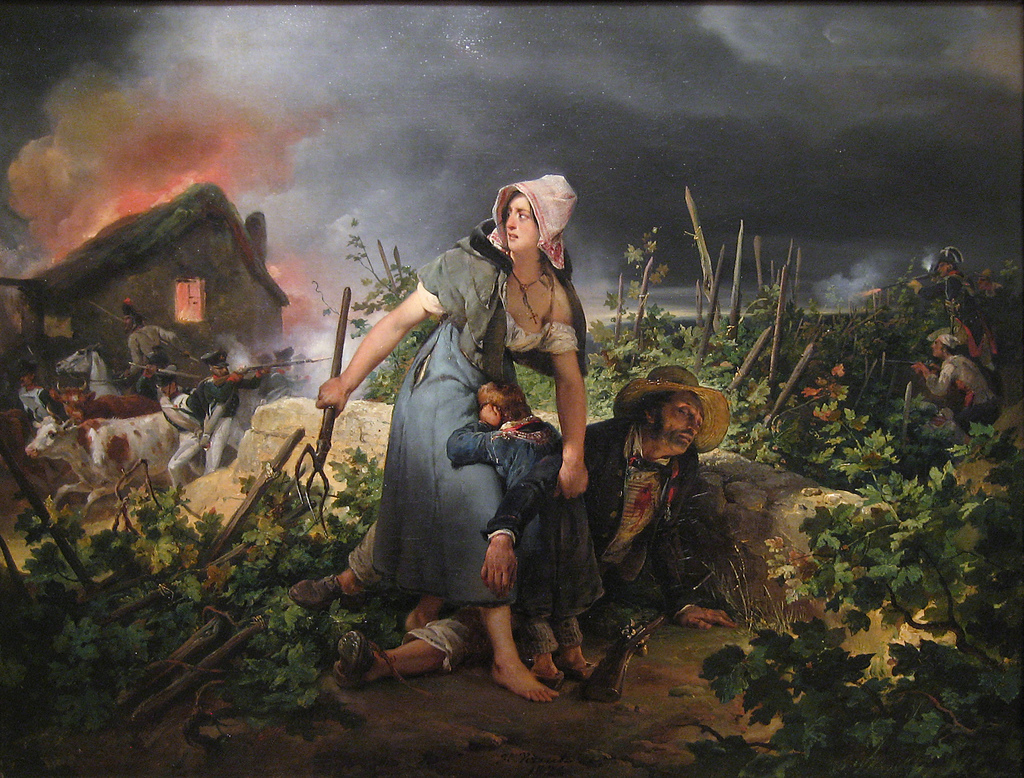
Episodio della Campagna di Francia, dipinto di Horace Vernet

Nel frattempo Blücher era impegnato con Marmont e Mortier. Napoleone, avendo neutralizzato Schwarzenberg, contrattaccò col grosso del suo esercito verso Sézanne, ponendosi al fianco sinistro di Blücher e costringendolo a ripiegare su Soissons. La città capitolò alle truppe francesi dopo appena ventiquattr'ore di assalti. L'armata slesiana riuscì a fuggire, e marciando a nord si combinò con l'Armata di Bernadotte a Laon portando così le forze a disposizione di Blücher a più di 100 000 uomini.
Il 7 marzo Napoleone ebbe la peggio nella Battaglia di Craonne e dovette ripiegare su Laon, dove il 9 marzo ebbe appunto luogo la Battaglia di Laon. Napoleone venne sconfitto e con soli 30 000 uomini rimastigli, si ritirò verso Soissons. Avendo avuto notizia che Rheims era caduta nelle mani della Coalizione al comando del generale russo de Saint-Priest, Napoleone passò davanti al comando di Blücher ed il 13 marzo riprese Reims, scontro durante il quale Saint-Priest rimase mortalmente ferito.

### Arcis-sur-Aube
Il 14 marzo, Schwarzenberg, avvisato della presenza di Napoleone a Reims, iniziò la sua avanzata e raggiunse Arcis-sur-Aube, quando Napoleone lo intercettò il 20 marzo. All'inizio della Battaglia di Arcis-sur-Aube, gli austriaci erano circa 21 000 mentre i francesi in campo erano 20 000, anche se durante la notte tra il 20 ed il 21 entrambi gli schieramenti ricevettero ulteriori rinforzi. Il secondo giorno della battaglia i francesi erano 28 000 ma gli austriaci ora erano divenuti 80 000. Di fronte a questo scenario, Napoleone venne costretto a ritirarsi ad est e Schwarzenberg poté avanzare ad ovest liberamente.

### Le armate della coalizione marciano su Parigi

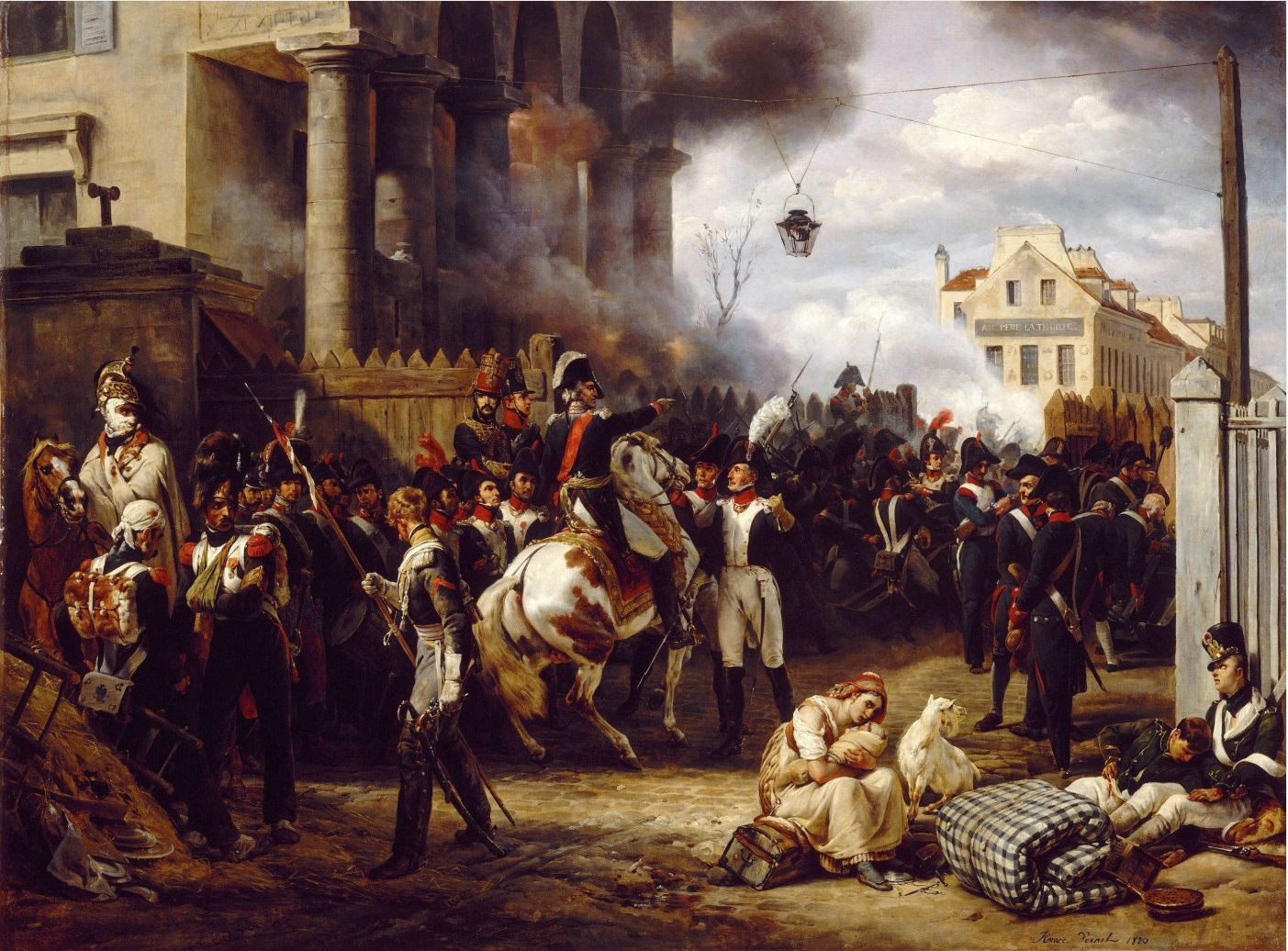
Episodio della Battaglia di Parigi, dipinto di Horace Vernet

Dopo sei settimane di combattimenti le armate della Coalizione avevano ottenuto ben poco terreno. I generali alleati continuavano a sperare di poter battere Napoleone sul campo. Ad ogni modo, dopo Arcis-sur-Aube, Napoleone realizzò di non poter continuare a lungo ad applicare la sua strategia sconfiggendo parti delle armate della coalizione e decise di cambiare tattica. Aveva due opzioni: avrebbe potuto tornare a Parigi e sperare che i membri della coalizione avrebbero chiesto la pace dal momento che catturare Parigi con all'interno l'intero esercito francese al suo comando sarebbe stato impossibile e oltremodo stressante; oppure avrebbe potuto abbandonare Parigi ai suoi nemici (come aveva fatto con Mosca due anni prima). Decise di muoversi ad est verso Saint-Dizier, raccogliendo quanti più uomini potesse, e iniziando una campagna di sollevazione nazionale contro gli invasori. Napoleone stava per mettere in atto il suo piano di battaglia quando una lettera diretta a Maria Luisa dove spiegava queste sue intenzioni venne intercettata dalle linee della Coalizione dell'armata di Blücher il 22 marzo e pertanto i suoi progetti divennero noti al nemico.
I comandanti della Coalizione tennero un consiglio di guerra a Pougy il 23 marzo ed inizialmente decisero di seguire Napoleone, ma il giorno successivo lo zar Alessandro I e re Federico Guglielmo III di Prussia coi loro consiglieri riconsiderarono la situazione e si resero conto che per la debolezza dei loro oppositori, fosse il caso di marciare su Parigi (allora città aperta).
Le armate della Coalizione marciarono verso la capitale. Marmont e Mortier con tutte le truppe che poterono trovare presero posizione sull'altura di Montmartre per opporsi agli invasori. La Battaglia di Parigi si concluse quando i comandanti francesi, vedendo che la resistenza era ormai senza speranza, consegnarono la città al 31 marzo.

## Conseguenze

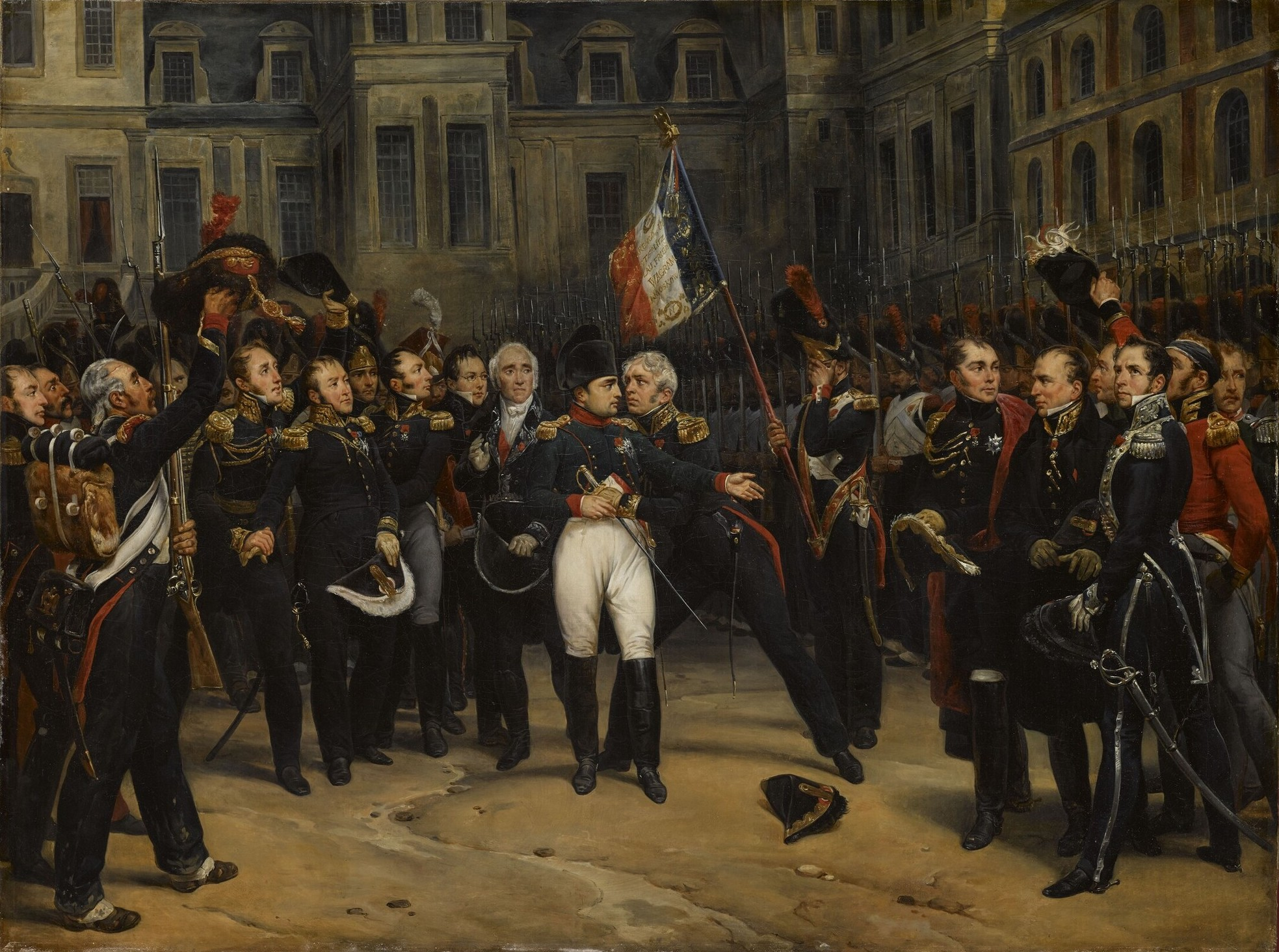
Discorso di Napoleone alla Veil Guarde nel cortile del Palazzo di Fontainebleau, dipinto di Antoine-Alphonse Montfort

Il 2 aprile, il Senato francese si accordò con la Coalizione e passò una risoluzione per deporre Napoleone (Acte de déchéance de l'Empereur). Il 5 aprile venne inoltre passato un decreto per giustificare tale azione. Napoleone era giunto a Fontainebleau quando seppe che Parigi si era arresa. Quando Napoleone propose al'esercito di marciare nuovamente sulla capitale, i suoi marescialli decisero di ammutinarsi. Il 4 aprile, Napoleone abdicò in favore di suo figlio, con Maria Luisa come reggente. Ad ogni modo la Coalizione si rifiutò di accettare questa proposta. Napoleone venne quindi costretto ad annunciare la sua abdicazione incondizionata ed a siglare il Trattato di Fontainebleau.
Napoleone venne inviato in esilio sull'Isola d'Elba e Luigi XVIII divenne re. Il Trattato di Parigi, siglato dai rappresentanti della monarchia francese e delle potenze della coalizione, pose fine formalmente alla guerra della sesta coalizione il 30 maggio 1814, facendo tornare la Francia ai suoi confini del 1792 ed aprendo il Congresso di Vienna. Napoleone fuggì dall'Elba l'anno successivo inaugurando i cosiddetti Cento giorni; venne poi sconfitto a Waterloo dalla Settima coalizione.